# Kaiya Ota
Kaiya Ota (Japans: 太田 海也, Ōta Kaiya) (Okayama, 27 juli 1999) is een Japans (baan)-wielrenner.

## Carrière
Ota won met de Japanse ploeg goud op de teamsprint op de Aziatische kampioenschappen in 2022. Hij nam dat jaar ook deel aan het wereldkampioenschap en werd 10e in de sprint en gediskwalificeerd in de teamsprint. In 2023 won hij op de Japanse kampioenschappen goud in de sprint, keirin en teamsprint. Er volgde ook nog zilver op de sprint en goud in de teamsprint op de Aziatische kampioenschappen. Op de uitgestelde Aziatische Spelen van dat jaar won hij goud in de sprint en teamsprint en werd zeven in het keirin. Op het WK 2023 werd hij 6e in de sprint en teamsprint en 8e in het keirin.
In 2024 nam hij deel aan de Olympische Spelen in Parijs. Hij werd 8e in de sprint en 12e in het keirin naast een 5e plaats in de teamsprint. Op het WK 2024 behaalde hij brons in de sprint en de teamsprint en werd 13e in het keirin.

## Erelijst
| Jaar  | JK                           | AK                              | WK                                | Overige                                               |
| ----- | ---------------------------- | ------------------------------- | --------------------------------- | ----------------------------------------------------- |
| Elite |                              |                                 |                                   |                                                       |
| 2021  | 7e sprint 12e keirin         |                                 |                                   |                                                       |
| 2022  | 5e sprint 7e keirin          | teamsprint                      | 10e sprint DSQ teamsprint         |                                                       |
| 2023  | sprint · keirin · teamsprint | sprint · 5e keirin · teamsprint | 6e sprint 8e keirin 6e teamsprint | Aziatische Spelen: · Sprint · 7e keirin · teamsprint  |
| 2024  |                              |                                 | sprint · 13e keirin · teamsprint  | Olympische Spelen: 8e sprint 12e keirin 5e teamsprint |

## Ploegen
- 2023 –  Team Rakuten K Dreams
- 2024 –  Team Rakuten K Dreams